# Gregopimpla malacosomae
Gregopimpla malacosomae är en stekelart som först beskrevs av André Seyrig 1927.  Gregopimpla malacosomae ingår i släktet Gregopimpla och familjen brokparasitsteklar. Inga underarter finns listade i Catalogue of Life.